# فرانك ولز (رجل أعمال)
فرانك ولز (بالإنجليزية: Frank Wells)‏ هو شخصية أعمال أمريكي، ولد في 4 مارس 1932 في كورونادو في الولايات المتحدة، وتوفي في 3 أبريل 1994 في لامويلي في الولايات المتحدة.

## وصلات خارجية
- فرانك ولز على موقع IMDb (الإنجليزية)
- فرانك ولز على موقع قاعدة بيانات الفيلم (الإنجليزية)